# Rischio di longevità
Il rischio di longevità è un concetto applicato nel campo attuariale assicurativo e nel campo della previdenza sociale e considera come rischio il protrarsi dell'esistenza in vita dei soggetti che godono di un vitalizio oltre le medie di speranza di vita; è legato alla definizione e applicazione delle tavole di mortalità che indicano i valori della vita media di una coorte di persone, tabelle utilizzate nella determinazione della rendita che sarà erogata vita natural durante in base a un montante maturato a una certa data da un soggetto appartenente alla popolazione di riferimento. La rendita vita natural durante viene calcolata dividendo il montante per gli anni di vita che restano mediamente al soggetto assicurato.
Il rischio di longevità può quindi essere valutato per il singolo contratto o rapporto o secondo una collettività sia dal punto di vista dell'assicurato che gode della rendita vita natural durante sia dal punto di vista del fondo pensionistico o compagnia di assicurazione in qualità di soggetto erogatore.